# Phạm Gia Thụ
Phạm Gia Thụ là một nhà toán học thống kê người Việt. Ông là giáo sư emeritus tại Đại học Moncton, Canada. Ông được biết đến với nhiều đóng góp cho ngành Thống kê Toán học cũng như giúp xây dựng ngành này phát triển tại Việt Nam.

## Sự nghiệp
Phạm Gia Thụ tốt nghiệp cử nhân Toán Đại học Khoa học Sài Gòn năm 1966.
Sau đó ông sang Mỹ du học và lấy bằng thạc sĩ Toán tại Đại học Hawaii, Honolulu năm 1969.
Năm 1972, ông bảo vệ luận án tiến sĩ với tiêu đề "Convolutions And Non-Quasi-Analyticity In Serveral Variables", dưới sự hướng dẫn của Madhav Heble tại Đại học Toronto, Canada.
Từ năm 1973, ông là giáo sư trợ lý tại Đại học Moncton, Canada. Ông trở thành phó giáo sư năm 1978 và được phong giáo sư năm 1984. Ông giữ chức trưởng khoa Toán Đại học Moncton hai nhiệm kỳ liên tiếp từ năm 1994 đến 2000. Từ năm 2010, ông trở thành giáo sư emeritus.
GS Phạm Gia Thụ nhận được các giải thưởng: Thomas. L. Saaty Award cho công trình xuất sắc về thống kê và vận trù học trên tạp chí American Journal of Mathematical and Management Sciences năm 1995; giải thưởng cho 25 năm cống hiến xuất sắc từ Natural Sciences and Engineering Research Council của Canada (NSERC) vào năm 2003. Ông là thành viên của Hội thống kê hoàng gia (Royal Statistical Society).
Ông được trao tặng giải thưởng Vinh danh nước Việt lần 3 năm 2006.

## Đóng góp
GS Phạm Gia Thụ có nhiều nghiên cứu quan trọng trong lãnh vực thống kê toán học, trong đó có phương pháp xác định cỡ mẫu theo nguyên lý Bayes. Trong một bài báo đăng trên tạp chí The Statistican 1992(1) giáo sư Thụ đã mở ra một hướng đi cho lĩnh vực này. Tiếp tục công trình năm 1992, ông còn cho xuất bản một số công trình có giá trị trên các tạp chí uy tín cao trong ngành thống kê Toán như Journal of the Royal Statistical Society, Statistics, Communications in Statistics-Theory and Methods, Mathematical and Computer Modelling... Kể từ khi công trình của ông xuất bản năm 1992, cho đến nay không một bài báo khoa học nào về xác định cỡ mẫu theo trường phái Bayes mà không nhắc đến bài báo của tác giả “Pham-Gia T”.
Từ năm 1991 đến nay, ông đã nhiều lần về Việt Nam và đã có những đóng cho ngành Thống kê Toán nước nhà. Từ năm 1995  đến 2000, trong vai trò giám đốc một dự án với giá trị dự án 2 triệu CAD của Chính phủ Canada nhằm giúp Đại học Kinh tế Quốc dân VN đào tạo giáo viên ngành Kinh tế và Thống kê, ông đã về Việt  Nam thường xuyên và giúp đưa 26 nghiên cứu sinh sang Canada tu nghiệp, lấy chứng chỉ và bằng cấp thạc sĩ. Ông tiếp tục giúp đỡ sách báo chuyên ngành cho Trường Đại học Khoa học Tự nhiên TP.HCM và Đại học Cần Thơ, hướng dẫn nghiên cứu sinh trong việc thực hiện luận án tiến sĩ.